# 贺虎臣
贺虎臣（？—1633年），保定人，明朝将领。

## 生平
天启初年（約1621年），先后担任天津海防游击，登莱参将，移调兗州。天启六年（1626年）迁至延绥副总兵。占据河套地区的蒙古部落大举进犯，贺虎臣跟从主帅杨肇基协同击破。加官代理都督佥事。
崇祯二年（1629年），捕杀阶州叛兵周大旺等。担任总兵，镇守宁夏。关中民变四起，王嘉胤攻陷清水营，杀游击李显宗，接着攻陷府谷。其同党李老柴策应，聚集三千余人，攻击合水。总督杨鹤命令贺虎臣前往讨伐，在盘谷交战，俘虏六百多人。不久，击斩庆阳的叛军首领刘六。崇祯四年（1631年），神一元攻陷保安。延安告急，延绥巡抚镇将都东援陕西。巡抚练国事命令贺虎臣及副将李卑支援围剿。贺虎臣等进兵围攻保安，变民军引来河套数千蒙古骑兵挫败贺虎臣军。适逢张应昌击败，民军弃城而去，贺虎臣等前后斩首一千九百。崇祯五年（1632年），可天飞、郝临庵、刘道江、李都司再次围攻合水。贺虎臣偕同临洮的曹文诏、甘肃的杨嘉谟、固原的杨麒合力攻击，在甘泉的虎兕凹大破叛军，斩首七百多，敌人十分窘迫。
崇祯六年（1633年）五月，蒙古察哈爾部的林丹汗共率领五万骑兵从清水、横城分道进犯宁夏。守备姚之夔等不能抵抗，沙井驿副将史开先、临河堡参将张问政、岳家楼守备赵访全部被击溃逃跑。蒙兵遂进入灵州，贺虎臣急领千骑入城防守。随即强迫城中兵马出击，驻扎在大沙井。蒙兵从汉伯堡突至，贺虎臣军还来不及布阵，遂寡不敌众战死。子贺赞率五十骑兵突出重围。朝廷知后，赠贺虎臣都督佥事，赐祭祀葬礼，世荫指挥佥事。随即清点先后战功，再赠都督同知，世代恩荫锦衣卫副千户。其弟为贺诚。